# A. Vellalapatti
A. Vellalapatti (o Vellalapatti) è una suddivisione dell'India, classificata come town panchayat, di 7.068 abitanti, situata nel distretto di Madurai, nello stato federato del Tamil Nadu. In base al numero di abitanti la città rientra nella classe V (da 5.000 a 9.999 persone).

## Geografia fisica
La città è situata a 10° 04' 40 N e 78° 13' 29 E.

## Società

### Evoluzione demografica
Al censimento del 2001 la popolazione di A. Vellalapatti assommava a 7.068 persone, delle quali 3.529 maschi e 3.539 femmine. I bambini di età inferiore o uguale ai sei anni assommavano a 862, dei quali 443 maschi e 419 femmine. Infine, coloro che erano in grado di saper almeno leggere e scrivere erano 4.089, dei quali 2.383 maschi e 1.706 femmine.